# Lorenzo Dobelli

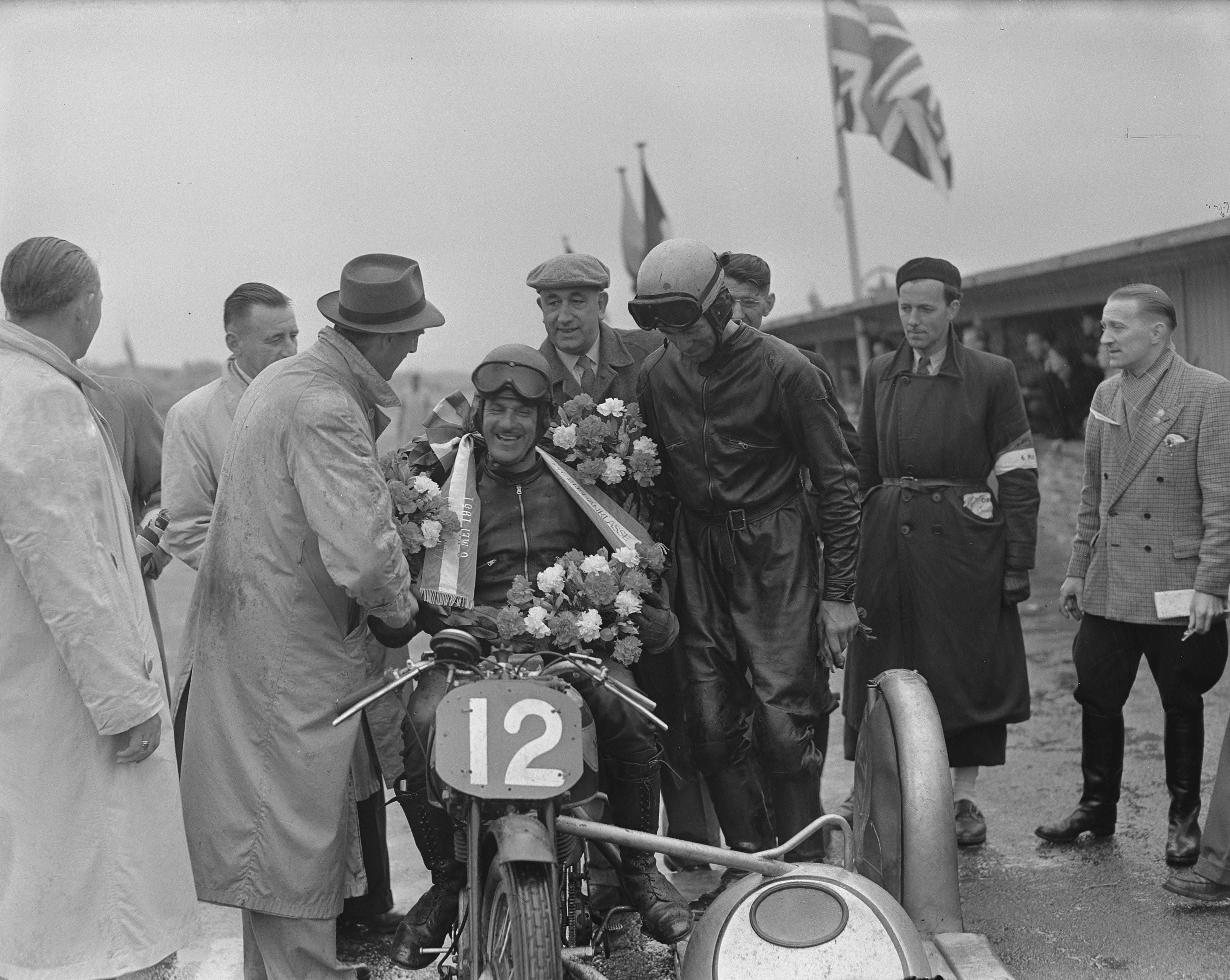
Eric Oliver en Lorenzo Dobelli (GP Zandvoort, mei 1951)

Lorenzo Dobelli was een Italiaans bakkenist die met diverse coureurs deelnam aan het wereldkampioenschap wegrace.
Samen met coureur Ercole Frigerio werd Dobelli in 1949 kampioen van Italië. Ze reden een zijspancombinatie met een Gilera Saturno-eencilindermotor. In dat jaar werd het wereldkampioenschap wegrace voor het eerst georganiseerd. De zijspanklasse kreeg niet meer dan drie races, maar Frigerio en Dobelli startten alleen in de Grand Prix van Zwitserland, waar ze tweede werden, en de Grand Prix des Nations, hun thuisrace in Monza. Deze wedstrijd wonnen ze, maar de combinatie Eric Oliver/Denis Jenkinson had al twee wedstrijden gewonnen en was al zeker van de wereldtitel. Ercole/Dobelli werden tweede in de eindstand.
In 1950 stapte Jenkinson over als bakkenist bij de Belg Marcel Masuy, waarschijnlijk slechts als gelegenheidsbakkenist want hij was ook journalist en schrijver. Lorenzo Dobelli nam zijn plaats in het Norton-Watsonian zijspan van Oliver over. Oliver en Dobelli wonnen alle GP's (België, Zwitserland en de Grand Prix des Nations). Ze werden uiteraard wereldkampioen.
In 1951 was het verschil tussen de Nortons en de Gilera's kleiner geworden. Oliver/Dobelli reden in alle races de snelste ronde, wonnen drie races en werden één keer tweede, genoeg om weer wereldkampioen te worden.
Aan het begin van het seizoen 1952 crashte de combinatie Eric Oliver/Lorenzo Dobelli in Frankrijk, waardoor beiden een gebroken been opliepen. Daardoor misten ze de eerste drie GP's (Zwitserland, Isle of Man en Assen). In juli kwam Eric Oliver naar Spa-Francorchamps voor de Grand Prix van België. Hij had zijn been nog in het gips, Dobelli liep nog op krukken. Oliver mocht starten met plaatsvervangend passagier Stanley Price. Na een geweldig gevecht met de Gilera's pakte hij in de laatste bocht de leiding en hij won de Belgische Grand Prix. In Duitsland en op Monza viel hij uit, maar de laatste Grand Prix, die van Spanje, won hij samen met Lorenzo Dobelli. Ze eindigden op de vijfde plaats in het kampioenschap, en Cyril Smith, ook een Norton-rijder, werd wereldkampioen. De Norton was nu duidelijk zwakker dan de Gilera's, en Eric Oliver moest allerlei trucs uithalen om ze vóór te blijven. Op rechte stukken verminderde hij de luchtweerstand door zijn benen naar achteren te strekken en languit op de motorfiets te gaan liggen.
In 1953 startte Eric Oliver met een nieuwe bakkenist, Stanley Dibben. Lorenzo Dobelli kwam in de statistieken niet meer voor.

## Wereldkampioenschap wegrace resultaten

### Puntentelling
|                    | 1e | 2e | 3e | 4e | 5e | 6e | snelste ronde |
| ------------------ | -- | -- | -- | -- | -- | -- | ------------- |
| Punten 1949:       | 10 | 8  | 7  | 6  | 5  | 0  | 1             |
| Punten vanaf 1950: | 8  | 6  | 4  | 3  | 2  | 1  | 0             |

(Races in cursief geven de snelste ronde aan, punten tussen haakjes zijn inclusief streepresultaten)
| Jaar | Klasse        | Coureur         | Motorfiets                  | 1     | 2     | 3 | 4     | 5       | 6     | 7       | 8     | Punten  | Plaats | Overwinningen |  | Wereldkampioen                                                    |
| ---- | ------------- | --------------- | --------------------------- | ----- | ----- | - | ----- | ------- | ----- | ------- | ----- | ------- | ------ | ------------- |  | ----------------------------------------------------------------- |
| 1949 | Zijspanklasse | Ercole Frigerio | Gilera Saturno Competizione |       | ZWI 2 |   | BEL - |         | NAT 1 |         |       | 18      | 2e     | 1             |  | Eric Oliver / Denis Jenkinson, Norton 30M Manx-Watsonian          |
| 1950 | Zijspanklasse | Eric Oliver     | Norton 30M Manx-Watsonian   |       | BEL 1 |   | ZWI 1 |         | NAT 1 |         |       | 24      | 1e     | 3             |  | Eric Oliver / Lorenzo Dobelli, Norton 30M Manx-Watsonian          |
| 1951 | Zijspanklasse | Eric Oliver     | Norton 30M Manx-Watsonian   | SPA 1 | ZWI 5 |   | BEL 1 |         | FRA 1 |         | NAT 2 | 30 (32) | 1e     | 3             |  | Eric Oliver / Lorenzo Dobelli, Norton 30M Manx-Watsonian          |
| 1952 | Zijspanklasse | Eric Oliver     | Norton 30M Manx-Watsonian   | ZWI - |       |   | BEL - | DUI DNF |       | NAT DNF | SPA 1 | 9       | 5e     | 1             |  | Cyril Smith / Bob Clements en Les Nutt, Norton 30M Manx-Watsonian |